# Đại học Paris
Đại học Paris (Université de Paris) là một viện đại học công lập cũ ở Paris, Pháp, hoạt động từ năm 1160 đến năm 1970.
Viện Đại học Paris thường được gọi là Sorbonne hay la Sorbonne theo tên Trường Đại học Sorbonne (Collège de Sorbonne) do Robert de Sorbon thành lập vào khoảng năm 1257, mặc dù nó chưa bao giờ nằm hoàn toàn ở Sorbonne. Xét theo niên đại thì Viện Đại học Paris còn lâu đời hơn Trường Đại học Sorbonne, và Sorbonne chỉ là một thành phần của Viện Đại học Paris. Trong số 13 viện đại học tách ra sau này thì Viện Đại học Paris I–IV nằm trong phạm vi của Trường Đại học Sorbonne cổ, và chỉ ba trong số này có chữ "Sorbonne" trong danh xưng của mình.
13 viện đại học vừa kể độc lập với nhau, một số thuộc học khu Creteil hay Versailles, thay vì học khu Paris. Một số chức năng quản lý còn lại của 13 viện đại học về mặt chính thức do vị giám đốc của học khu Paris giám sát, văn phòng đặt ở Sorbonne. Gần đây, các viện đại học này có xu hướng liên kết lại với nhau thành hai nhóm: nhóm Sorbonne Paris Cité và nhóm Viện Đại học Sorbonne.

## Các viện đại học hiện nay

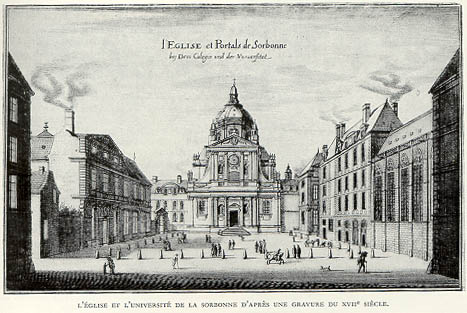
La Sorbonne, Paris, thế kỷ 17

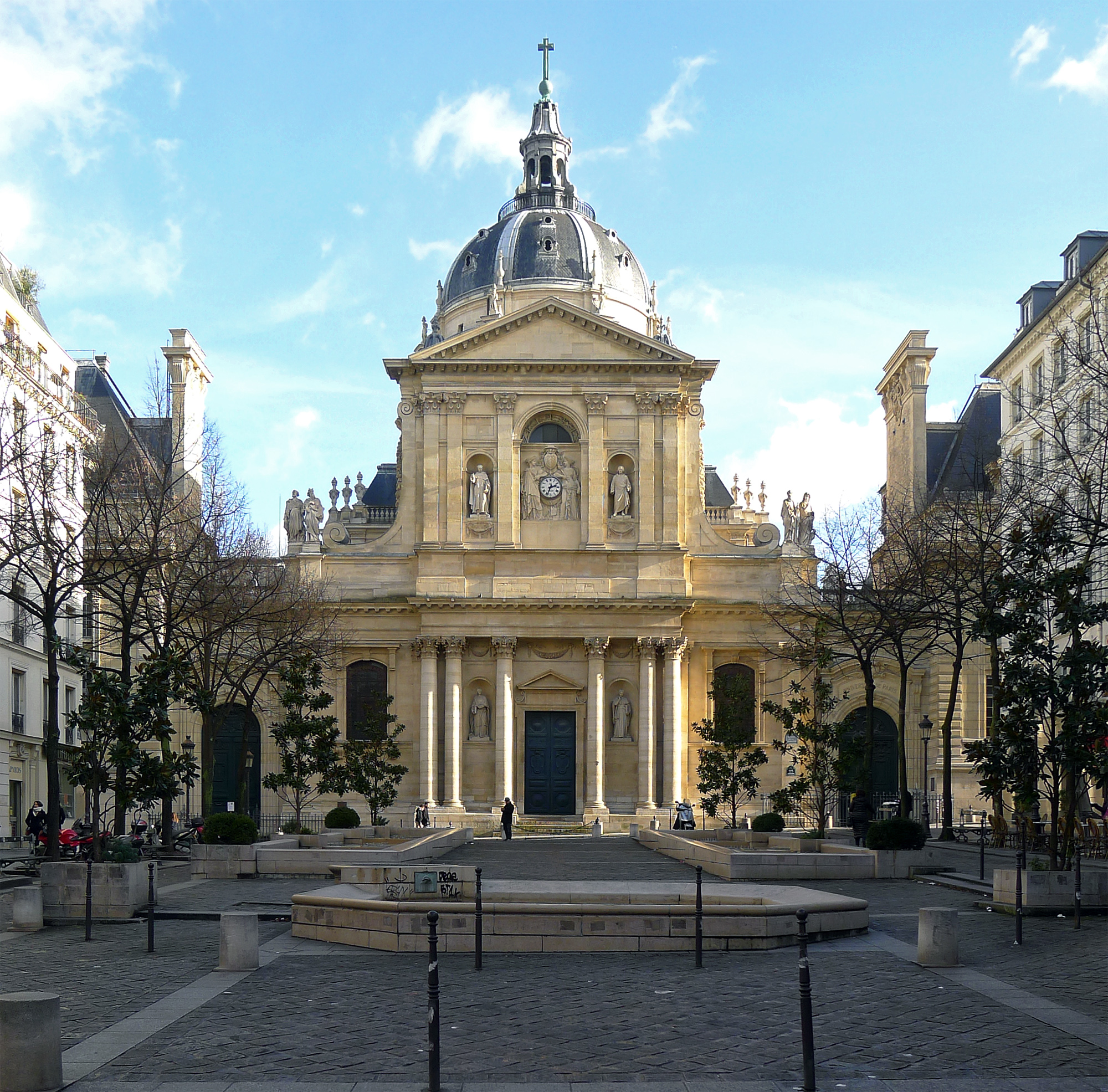
La Sorbonne ngày nay, nhìn cùng một góc độ với bức họa thế kỷ 17

Sau khi Đại học Paris bị tách thành các trường đại học nhỏ, các trường này đã tiến hành nhiều cuộc sát nhập và đổi tên qua các thập niên,
| Tên hành chính | Tên vào 1970                                                 | Tên vào thập niên 1990                                     | Tên hiện tại                                               | Thuộc viện hàn lâm          | Lĩnh vực                                                |
| -------------- | ------------------------------------------------------------ | ---------------------------------------------------------- | ---------------------------------------------------------- | --------------------------- | ------------------------------------------------------- |
| Paris I        |                                                              | Panthéon-Sorbonne University                               | Panthéon-Sorbonne University                               | Viện Hàn lâm khoa học Paris | Nhân văn, Khoa học xã hội, Kinh tế học                  |
| Paris II       | University of Luật, Kinh tế học and Khoa học xã hội of Paris | Panthéon-Assas University                                  | Panthéon-Assas University                                  | Viện Hàn lâm khoa học Paris | Luật, Khoa học chính trị, Kinh tế học                   |
| Paris III      | Sorbonne Nouvelle University                                 | Sorbonne Nouvelle University                               | Sorbonne Nouvelle University                               | Viện Hàn lâm khoa học Paris | Nhân văn                                                |
| Paris IV       | Sorbonne University                                          | Paris-Sorbonne University                                  | Đại học Sorbonne (since 2018)                              | Viện Hàn lâm khoa học Paris | Nhân văn                                                |
| Paris VI       |                                                              | Pierre-and-Marie-Curie University                          | Đại học Sorbonne (since 2018)                              | Viện Hàn lâm khoa học Paris | Khoa học, Y Khoa                                        |
| Paris V        |                                                              | René Descartes University                                  | Đại học Paris Cité (since 2019)                            | Viện Hàn lâm khoa học Paris | Y Khoa, Khoa học xã hội, Nhân văn                       |
| Paris VII      |                                                              | Paris Diderot University                                   | Đại học Paris Cité (since 2019)                            | Viện Hàn lâm khoa học Paris | Khoa học, Y Khoa, Nhân văn, Khoa học xã hội, Nghệ thuật |
| Paris VIII     |                                                              | University of Vincennes in Saint-Denis                     | University of Vincennes in Saint-Denis                     | Viện Hàn lâm Créteil        | Khoa học xã hội                                         |
| Paris IX       |                                                              | Paris Dauphine University (grande école of PSL University) | Paris Dauphine University (grande école of PSL University) | Viện Hàn lâm khoa học Paris | Kinh tế học                                             |
| Paris X        | University of Paris Ouest                                    | Paris Nanterre University                                  | Paris Nanterre University                                  | Viện Hàn lâm Versailles     | Khoa học xã hội                                         |
| Paris XI       | University of Paris-Sud                                      | University of Paris-Sud                                    | Paris-Saclay University                                    | Viện Hàn lâm Versailles     | Y Khoa, Khoa học, Luật, Kinh tế học                     |
| Paris XII      | University of Paris Est                                      | Paris-Est-Créteil-Val-de-Marne University                  | Paris-Est-Créteil-Val-de-Marne University                  | Viện Hàn lâm Créteil        | Y Khoa, Khoa học                                        |
| Paris XIII     | University of Paris Nord                                     | University of Paris Nord                                   | Sorbonne Paris Nord University                             | Viện Hàn lâm Créteil        | Khoa học, Khoa học xã hội, Y Khoa                       |